# Костюшко, Тадеуш
А́нджей Таде́уш Бонавенту́ра Костю́шко (Косцю́шко) (пол. Andrzej Tadeusz Bonawentura Kościuszko, англ. Andrew Thaddeus Bonaventure Kosciuszko; 4 или 12 февраля 1746, Меречёвщина, Великое княжество Литовское, Речь Посполитая — 15 октября 1817, Золотурн, Швейцария) — военный и политический деятель Речи Посполитой и США белорусского происхождения, участник Войны за независимость США, руководитель польского восстания 1794 года, национальный герой Беларуси, Польши, Литвы и США, почётный гражданин Франции. Генералиссимус армии Речи Посполитой. Носил это звание на протяжении восстания 1794 года — вплоть до пленения русскими войсками в битве под Мацеёвицами.
Представитель белорусского шляхетского рода Костюшко герба Рох III, известного с начала XVI века. В возрасте 20 лет он окончил кадетский корпус в Варшаве. Спустя год после начала гражданской войны с участием Барской конфедерации в 1768 году, Костюшко переехал во Францию для продолжения обучения. В Речь Посполитую он вернулся в 1774 году, через два года после её первого раздела, и занял должность воспитателя в имении магната Юзефа Сосновского. После неудачной попытки побега с дочерью своего работодателя вернулся во Францию. В 1776 году Костюшко переехал в Северную Америку, где в звании полковника Континентальной армии принял участие в войне за независимость США. В качестве военного инженера он разрабатывал укрепления и руководил их строительством, в том числе форта в Вест-Пойнте, Нью-Йорк. В 1783 году, в знак признания его заслуг, Континентальный конгресс повысил его в бригадные генералы.
На родину Костюшко вернулся в 1784 году. В 1789 году в звании генерал-майора он присоединился к армии Речи Посполитой. После второго раздела Речи Посполитой, в марте 1794 года, он организовал и возглавил восстание. В октябре 1794 года в сражении при Мацеёвицах главные силы повстанцев были разбиты российскими войсками, а сам Костюшко взят в плен. В 1796 году, после смерти российской императрицы Екатерины II, Костюшко был помилован её преемником Павлом I и эмигрировал в США. В 1798 году вернулся в Европу и долгое время жил во Франции, а после Венского конгресса и до своей смерти в 1817 году — в Швейцарии.

## Ранние годы

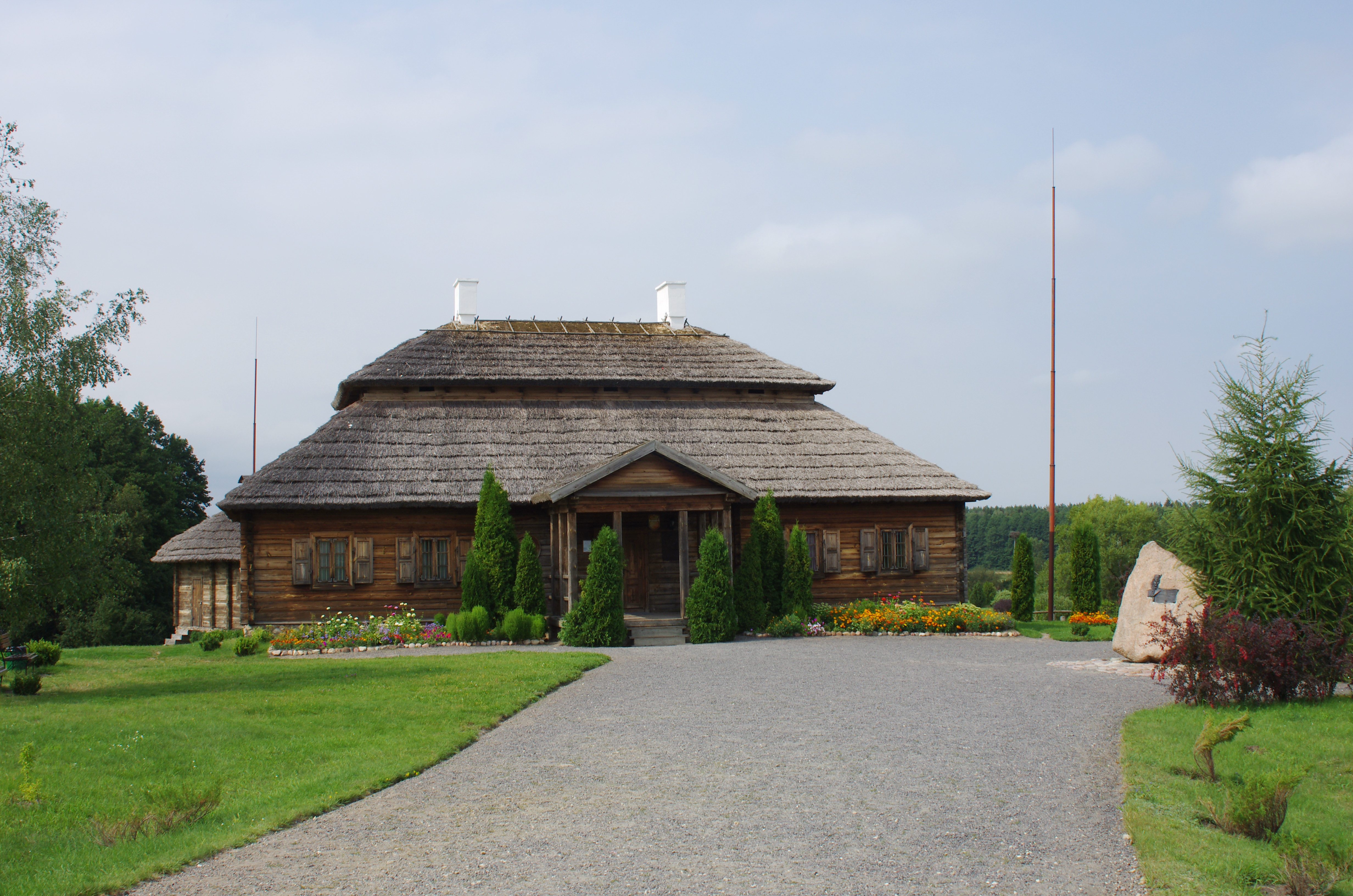
Усадьба Костюшко в Меречёвщине

Тадеуш Костюшко родился в феврале 1746 года в фольварке Меречёвщина около местечка Коссово (современный Ивацевичский район Брестской области, Республика Беларусь; в то время — в составе Великого княжества Литовского, Речь Посполитая). Его точная дата рождения неизвестна; обычно приводятся даты 4 февраля и 12 февраля. У него было две сестры — Анна и Екатерина — и брат Юзеф.
Он был крещён в коссовском Троицком костёле как Анджей Тадеуш Бонавентура Косцюшко 12 февраля 1746 года. Тадеуш принадлежал к среднепоместной шляхетской семье брестского мечника Людвика Костюшко (1700—1758), который вёл свой род от каменецкого боярина Константина (Костюшко) Фёдоровича греческого вероисповедания, жившего в начале XVI века, женатого на дочери одного из князей Гольшанских. Мать, Тэкля Ратомская (пол. Tekla Ratomska), происходила из литовского рода и была униаткой. Исходя из этого обстоятельства, некоторые исследователи предполагают, что Тадеуш был первоначально крещён в униатской (греко-католической) церкви.

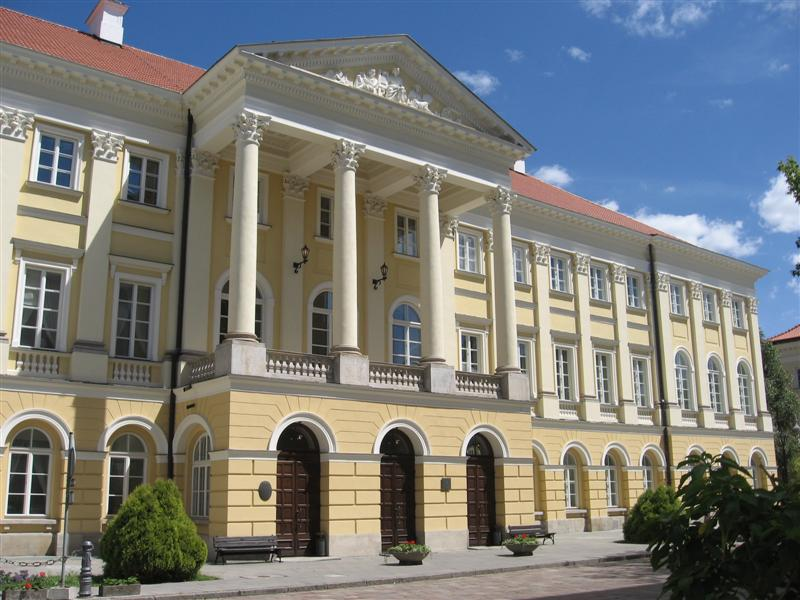
Варшавский Казимировский дворец, где Костюшко учился в кадетском корпусе

В 1755 году вместе со старшим братом Тадеуш поступил в школу монашеского ордена пиаристов в городе Любешове, где проучился до 1760 года. О периоде его жизни между 1760 и 1765 годами почти не сохранилось никаких сведений. Достоверно известно, что после внезапной смерти отца в 1758 году финансовое состояние семьи значительно ухудшилось. С 1765 по 1769 год Тадеуш учился в созданной Станиславом Понятовским Варшавской рыцарской школе — фактически военной академии, где готовили офицеров. Помимо военных предметов там преподавали всемирную историю и историю Речи Посполитой, математику, философию, право, экономику, польский, латинский, немецкий и французский языки. Уже тогда Костюшко удивлял окружающих своими аскетизмом, волей и целеустремлённостью, напоминавшими его товарищам о Карле XII, за что он получил прозвище «Швед». Тадеуш стал одним из самых уважаемых кадетов. Он избрал специальность военного инженера и окончил эту школу в чине капитана.

### Путешествия по Европе
В 1768 году, когда Барская конфедерация решила расторгнуть союз с Россией для, как они заявляли, защиты независимости Речи Посполитой, в Речи Посполитой началась гражданская война. Брат Костюшко, Юзеф, воевал на стороне повстанцев, выступавших против равноправия православных и униатов. Покровители Тадеуша — король и семья Чарторыйских — формально оставались сторонниками фактического протектората России над Речью Посполитой. Оказавшись перед непростым выбором, Костюшко решил покинуть страну. В 1769 году он и его товарищ Орловский получили королевскую стипендию и отправились в Париж для обучения в военной академии. Большое влияние на молодого военного оказали идеи просветителей — Вольтера, Монтескьё, Руссо. Молодые люди хотели продолжить военное образование, но как иностранцы не имели возможности поступить во французские военные академии и вместо этого были зачислены в Королевскую академию живописи и скульптуры. Там Костюшко учился рисованию и живописи, а также брал уроки архитектуры у известного французского архитектора Перроне.
При этом Костюшко не покинуло желание увеличить познания в военном деле. В течение пяти лет он слушал лекции и регулярно посещал библиотеку Французской Военной академии. Он продолжал также заниматься живописью и рисунком. Воздействие французского просветительства, вместе с воспоминаниями о религиозной терпимости, которая в прошлом царила на территории Речи Посполитой, сильно повлияли на формирование его мировоззрения.

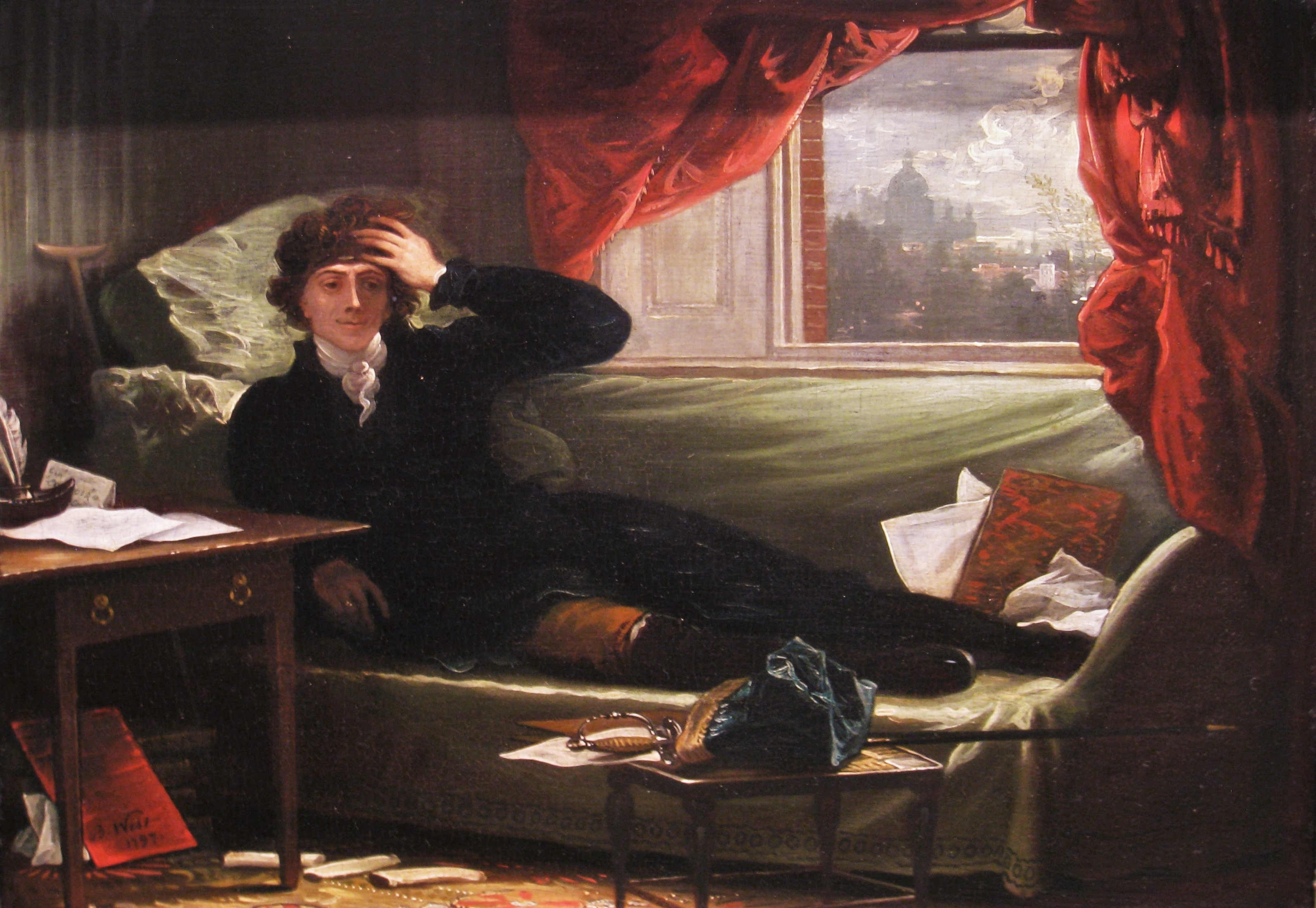
Генерал Тадеуш Костюшко, картина Бенджамина Уэста, 1797 год

В результате первого раздела Речи Посполитой в 1772 году Россия, Пруссия и Австрия аннексировали часть территории страны и усилили и без того немалое влияние на внутреннюю политику польско-литовского государства. В 1774 году Костюшко вернулся домой, к тому времени его брат Юзеф растратил свои деньги, часть денег брата и наделал долгов. Таким образом, Тадеуш был лишён возможности купить офицерскую должность. Он был вынужден поступить на службу к магнату Юзефу Сосновскому, у которого учил рисованию двух его дочерей. Он влюбился в старшую из них, Людвику, и пытался заручиться поддержкой своего покровителя Чарторыйского, чтобы устроить брак с ней. Однако, понимая, что её отец не одобрит союза с бедным шляхтичем, уговорил её бежать и тайно обвенчаться. Замысел был раскрыт, и Костюшко был изгнан Сосновским. Отец выдал Людвику за Юзефа Любомирского, сына киевского каштеляна, у которого выиграл имение в карты.
В октябре 1775 года на семейном совете, состоявшемся на хуторе дяди Костюшко, Яна Непомуцена, были уточнены долги братьев по имению. 9 и 10 октября 1775 года Тадеуш передал права собственности на часть Сехновичей своей старшей сестре Анне. По решению семьи управляющим Сехновичами назначался её муж, Пётр Эстко, который со своей стороны обязался выплатить все долги кредиторам Тадеуша. Поздней осенью, одолжив у родственников и знакомых значительную сумму денег, Костюшко снова решил уехать из страны. В конце 1775 года он пытался попасть в саксонские войска, но получил отказ и решил вернуться в Париж. Там он узнал о восстании британских колоний в Северной Америке против Великобритании и начале их борьбы за независимость. Первые военные успехи американцев получили широкий резонанс во Франции, а французское правительство открыто поддержало революционеров.

## Война за независимость США
Узнав об Американской революции, Костюшко, человек революционных устремлений, сочувствующий борьбе колонистов, вместе с другими иностранными офицерами в июне 1776 года отправился в Северную Америку. Уже в августе Костюшко возводил укрепления Филадельфии, где заседал Второй Континентальный конгресс. Его знания и способности были замечены Джорджем Вашингтоном, и благодаря последнему 31 августа 1776 года Костюшко был назначен в военное министерство.

### Северная армия

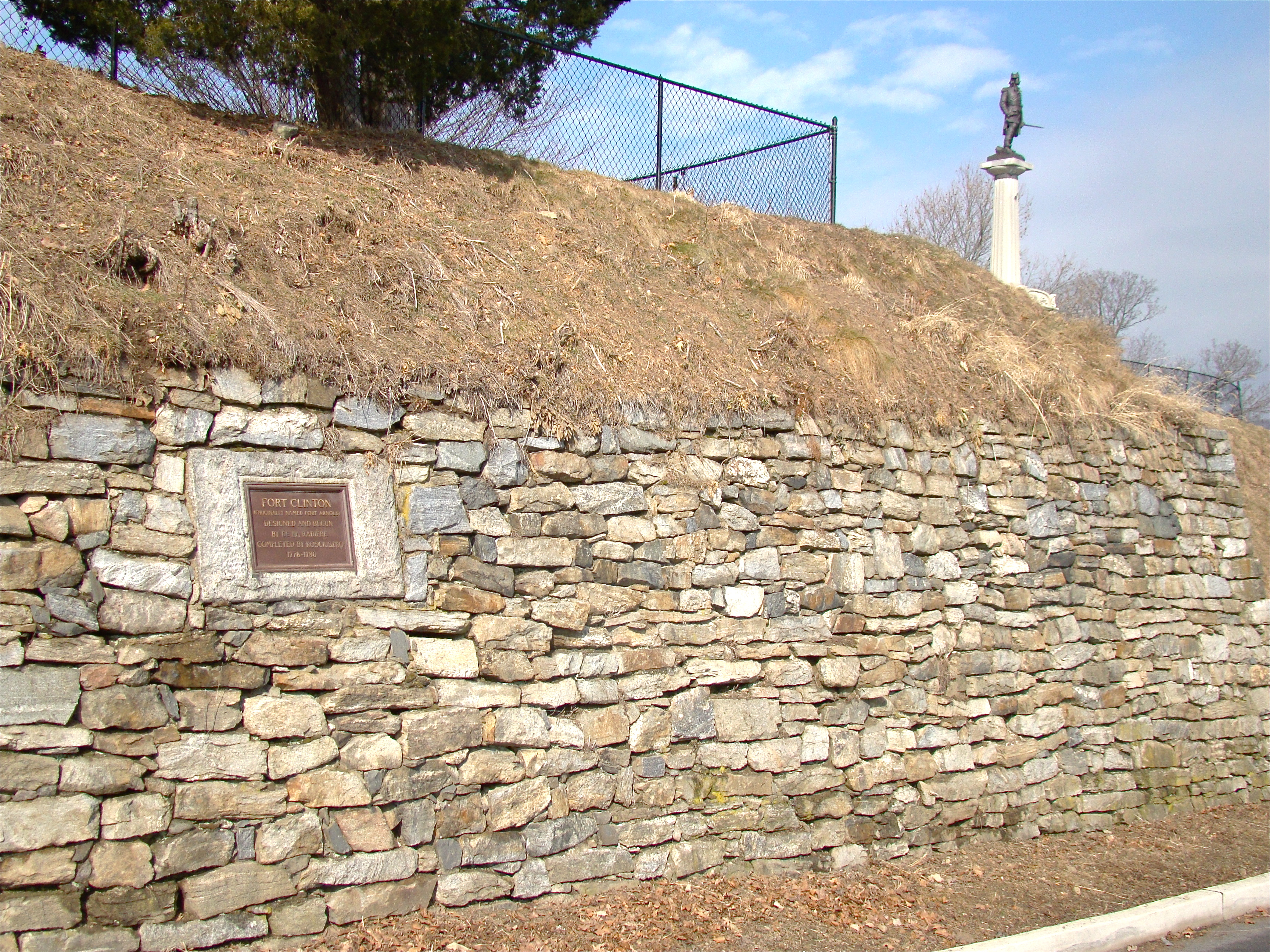
Форт Клинтон (Вест-Пойнт), укреплённый Костюшко. На заднем плане: его статуя

Первой задачей, поставленной перед Костюшко, было строительство укреплений в форте Билингспорт в Филадельфии для защиты берега реки Делавэр и предотвращения возможного продвижения британских войск вверх по течению реки в город. По плану Костюшко были укреплены мыс Биллинг и порт, а река перекрыта несколькими рядами козел. Первое время он работал добровольцем у Бенджамина Франклина, 18 октября 1776 года Конгресс, учитывая заслуги Костюшко в разработке оборонных укреплений и приняв во внимание рекомендации Адама Чарторыйского и его друзей в американском генералитете, назначил Костюшко полковником инженерных войск Континентальной армии.
Весной 1777 года Костюшко был прикреплён к северной армии под командованием генерал-майора Горацио Гейтса, которая в мае подошла к канадской границе. После размещения в форте Тикондерога, одной из самых мощных крепостей в Северной Америке, он принял участие в его обороне. Поскольку англичане полностью контролировали возвышенности, положение американцев было безнадёжным, и они сдали крепость без боя. Британские силы преследовали своих противников — измученных солдат Континентальной армии, отступавших на юг. Генерал-майор Филип Скайлер, который отчаянно пытался увеличить расстояние между своими людьми и британцами, дал Костюшко задание задержать последних. По приказу Костюшко солдаты валили деревья, разрушали мосты и дамбы. Британцы теряли время, преодолевая препятствия, благодаря этому американцы успели переправиться через реку Гудзон.
Гейтс приказал Костюшко обследовать территорию между противостоящими армиями, выбрать наиболее подходящую позицию и укрепить её. Около Саратоги в местности Бемис-Хайтс, возвышающейся над Гудзоном, Костюшко, используя естественные преграды, построил укрепления, почти неприступные с любого направления. В двух сражениях под Саратогой армия Гейтса сумела выстоять под натиском англичан, перешла в наступление и окружила противника. 13 октября сдался Бергойн, а 17-го капитулировал его шеститысячный корпус. Остатки его отряда отступили от Тикондероги в Квебек. Это сражение считается переломным моментом всей войны. Действия Костюшко под Саратогой удостоились больших похвал от генерала Гейтса, заявившего: «В этом случае великими тактиками сражения были холмы и леса, которые неким молодым польским инженером благодаря его умению были избраны для моей позиции».
В марте 1778 года Костюшко прибыл в нью-йоркский Вест-Пойнт, где провёл более двух лет, занимаясь укреплением фортификационных сооружений. Костюшко не стал следовать распространённой практике строительства крепостей по образцам, а, используя характер местности, расположил форты, редуты, батареи и малые укрепления на холмах. Главный форт Клинтон был сооружён на склоне самого высокого холма, на правом берегу реки Гудзон, над ним ярусами располагались батареи. Сама река была перекрыта мощной цепью, которую удерживали якоря. После завершения работ в Вест-Пойнте в августе 1780 года генерал Джордж Вашингтон удовлетворил просьбу Костюшко о назначении главным инженером в южную армию.

### Южная армия

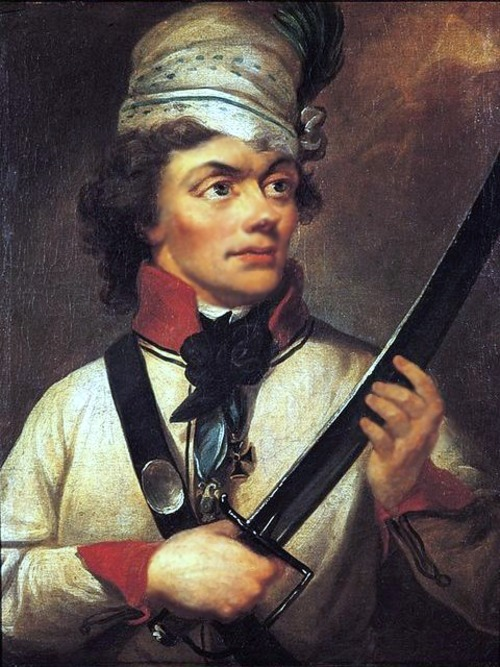
Портрет Костюшко, написанный Казимиром Вайнаковским

В октябре 1780 года Костюшко через Виргинию прибыл в Северную Каролину, чтобы отчитаться перед своим бывшим командиром генералом Гейтсом. Однако ещё 16 августа 1780 года Континентальный конгресс после разгромного поражения Гейтса в Камдене по совету Вашингтона отстранил того от командования южной армией. На его место был назначен Натаниэль Грин, считавшийся одним из самых способных и надёжных командиров. Официально он принял командование 3 декабря 1780 года. При Грине Костюшко удалось сохранить должность главного инженера, к тому времени его деятельность получила высокую оценку и Гейтса, и Грина.
В течение этой кампании Костюшко входил в подразделение, которое занималось постройкой бато (плоскодонных лодок), выбором мест размещения лагерей, обследованием переправ, закреплением на позициях и разведывательными операциями. Его работа была особенно замечена во время знаменитой «гонки до реки Данн» (англ. «Race to the Dan»), когда британский генерал Чарльз Корнуоллис преследовал Грина 320 километров по дикой местности в январе и феврале 1781 года. Во многом благодаря комбинационной тактике Грина, бато Костюшко и точной разведке рек перед основной переправой, континентальная армия без особых потерь переправилась через все водные преграды, в том числе Ядкин и Данн. Корнуоллис, который не имел лодок, не смог пересечь широкий Данн, отказался от погони и вернулся в Северную Каролину. Американцы перегруппировались южнее Галифакса (штат Виргиния), где ранее, по приказу Грина, Костюшко создал укреплённый лагерь.
Во время «гонки до реки Данн» Костюшко помог выбрать место возле здания суда в Гилфорде, куда Грин вернулся для сражения с Корнуоллисом. Несмотря на гонку до реки Данн американцы полностью разгромили войска Корнуоллиса и приобрели стратегическое преимущество на юге, которое удерживалось ими до конца войны. Когда весной 1781 года Грин начал наступление в Южной Каролине, он пригласил Костюшко воссоединиться с основным корпусом южной армии. Объединённые силы Континентальной и южной армий постепенно вытеснили британцев к прибрежным портам во второй половине 1781 года, и 16 августа Костюшко принял участие во второй битве при Камдене. С 22 мая до 18 июня в Найн-Сиксте Костюшко участвовал в осаде форта Стар. Во время неудачной осады он получил своё единственное ранение за семь лет службы: удар штыком в ягодицу во время штурма форта, на подходе к траншее, которую он сам конструировал.
Позже Костюшко помогал укреплять американские базы в Северной Каролине, а также участвовал в нескольких небольших операциях вблизи Чарльстона (Южная Каролина). После смерти своего друга, полковника Джона Лоуренса, Костюшко принял на себя ответственность за разведывательные операции в этом районе. Костюшко командовал двумя кавалерийскими эскадронами и пехотным отрядом. Последняя битва войны, в которой он принял участие, состоялась при Джеймс-Айленде в Южной Каролине 14 ноября 1782 года. В этой битве, считающейся последним вооружённым столкновением континентальной армии в войне, Костюшко чуть не погиб, а его небольшой отряд был разгромлен. Спустя месяц Костюшко находился в континентальных войсках в освобождённом от британцев Чарльстоне. Он провёл остаток войны там до 23 апреля 1783 года, готовя фейерверки для празднования подписания Парижского договора.
В 1783 году Конгресс поручил Костюшко организацию фейерверков во время празднования 4 июля в Принстоне. 13 октября 1783 года американское правительство присвоило Тадеушу Костюшко звание бригадного генерала, однако он, как и многие офицеры и солдаты, всё ещё не получил своего жалованья. Не имея средств для возвращения в Европу, Костюшко, по примеру других участников войны, жил на деньги, занятые у польско-еврейского банкира Хаима Соломона. В конце концов ему выдали сертификат на 12 280 долларов, которые он смог получить 1 января 1784 года. Сертификат также давал право на 500 акров (202,34 гектара) земли, но только в случае, если его владелец остался бы в США. Конгресс предоставил Костюшко американское гражданство. Бывший командир Костюшко генерал Грин пригласил его провести зиму 1783—1784 годов в своём особняке. Костюшко стал одним из трёх офицеров-иностранцев, принятых в Орден Цинцинната, куда входили самые прославленные участники войны за независимость. Джордж Вашингтон наградил его парой пистолетов, на которых была выгравирована надпись Ex pluribus unum («Из многих одному»).

## Речь Посполитая

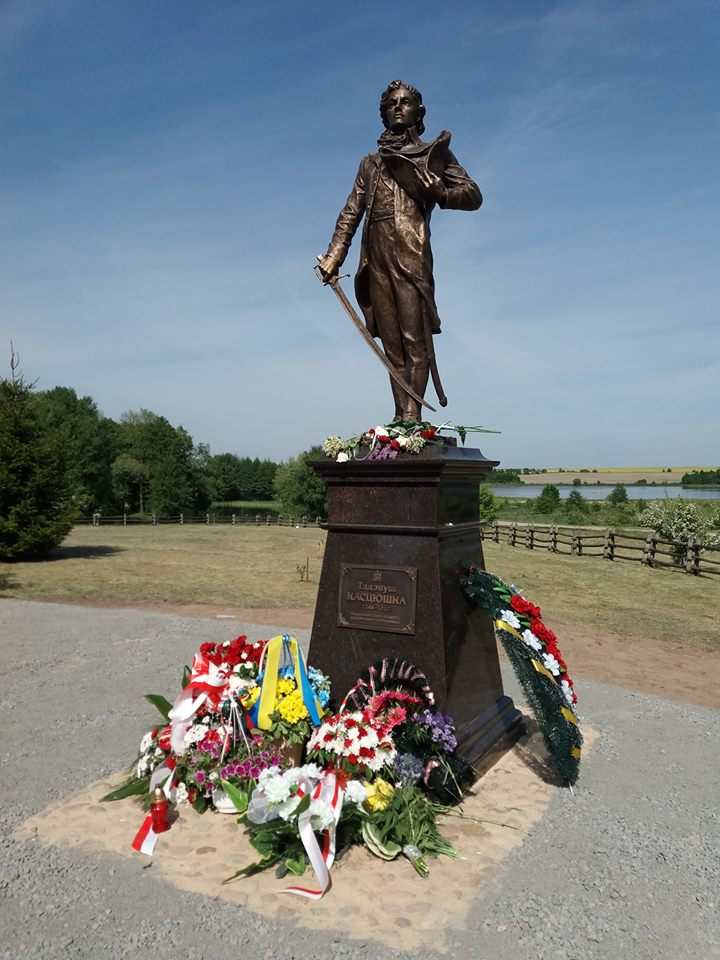
Памятник Костюшко в Меречёвщине, Республика Беларусь

15 июля 1784 года Костюшко покинул США и 26 августа прибыл в Речь Посполитую. В связи с конфликтом между его покровителями, семьёй Чарторыйских, и королём Станиславом Августом он снова не смог получить места в армии Речи Посполитой. Костюшко поселился в деревне Сехновичи (Беларусь). Его брат Юзеф потерял большую часть семейных земель из-за неудачных инвестиций, но с помощью своей сестры Анны Костюшко сумел получить часть имения. Он решил ограничить барщину своих крестьян двумя днями в неделю, а также полностью освободить от неё женщин. Вскоре его имение перестало быть прибыльным, и он начал занимать деньги. К этому периоду относится знакомство Костюшко с либеральными активистами. Глава либеральной партии, Гуго Коллонтай, предложил ему место лектора в Ягеллонском университете в Кракове, но Костюшко отказался от этой должности.
Четырёхлетний сейм, работавший с 1787 по 1792 год, постановил для защиты границ федерации увеличить армию Речи Посполитой до 100 тысяч человек. Костюшко увидел шанс вернуться на военную службу, и провёл некоторое время в Варшаве среди тех, кто участвовал в политических дебатах за пределами сейма. Он написал предложение о создании ополчения по американской модели. Когда Четырёхлетний сейм занялся реорганизацией армии, Костюшко вновь подал заявку на вступление в армию и 12 октября 1789 года по рекомендации брестского сеймика (за него ходатайствовали Чарторыйский, Ф. Мошинский, князь Сапега, С. Потоцкий и Людвика Любомирская) получил должность генерал-майора. Он хотел попасть в «Литовскую армию», но вместо этого получил назначение в коронное войско. Как генерал-майору Костюшко полагалось годовое жалованье в размере 12 000 злотых, что сделало его обеспеченным человеком. 1 февраля 1790 года Костюшко прибыл в Влоцлавек и в середине марта приступил к службе. Летом ему было поручено командование несколькими пехотными и кавалерийскими частями в районе между реками Бугом и Вислой. В августе 1790 года он был отправлен на Волынь, где вблизи Староконстантинова и Менжибожа дислоцировались вверенные ему части. После своего назначения командующим дивизией князь Юзеф Понятовский, племянник короля, сделал Костюшко своим заместителем.
Между тем Тадеуш Костюшко тесно сблизился с политическими реформаторами из окружения Гуго Коллонтая. Костюшко был уверен в том, что крестьяне, униаты и евреи должны получить все гражданские права, что даст им мотивацию к защите Речи Посполитой в случае войны. Политические реформаторы, объединённые в поддерживаемую Пруссией патриотическую партию, одержали победу с принятием конституции 3 мая 1791 года. Костюшко считал эту конституцию шагом в правильном направлении, но был разочарован сохранением власти короля и отсутствием улучшения положения наиболее обездоленных. Позднее, получив как руководитель восстания почти диктаторские полномочия, он писал Юзефу Павликовскому: «Я не буду биться за одну только шляхту, я хочу свободы всей нации и только за неё буду жертвовать своей жизнью».
Через год после принятия конституции, 14 мая 1792 года, магнаты, видевшие в конституции угрозу своим привилегиям и потому ратовавшие за её отмену, образовали Тарговицкую конфедерацию и обратились за помощью к императрице Екатерине II. Страны, граничившие с Речью Посполитой также сочли, что конституционные реформы ослабят их влияние на внутренние дела Речи Посполитой. Спустя четыре дня после образования Тарговицкой конфедерации, 18 мая, российская армия перешла границу Речи Посполитой, и началась русско-польская война.

### Защита конституции

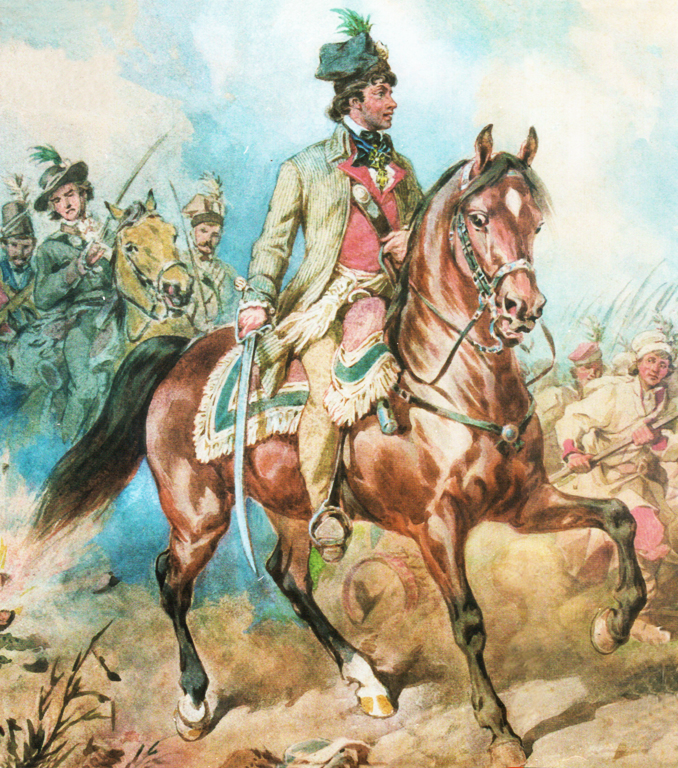
Костюшко под Рацлавицами
(художник Юлиуш Коссак. 1899)

Российские войска имели почти тройное численное превосходство: около 98 000 солдат против 37 000 воинов Речи Посполитой, кроме того на их стороне было преимущество в боевом опыте. Перед вторжением российской армии Костюшко был назначен заместителем командира пехотной дивизии Юзефа Понятовского, дислоцированной на Западной Украине. Когда князь стал главнокомандующим польской (коронной) армии 3 мая 1792 года, Костюшко получил должность командира дивизии под Киевом.
Польские войска, не оказывая сопротивления превосходящим силам противника, отходили в глубь страны. Костюшко выступал против растягивания войск по всему фронту, он предложил сконцентрировать силы для атак на самых опасных направлениях и ликвидировать русские корпуса один за другим. Быстрые победы, одерживаемые на отдельных направлениях, по его мнению, должны были повысить моральный дух в основном неопытных польских солдат. Однако Понятовский отверг его план, и Костюшко был вынужден подчиниться верховному командующему. 22 мая 1792 года российские войска перешли границу на Украине, где находились войска Костюшко и Понятовского. Польская армия была слишком слаба, чтобы противостоять продвижению четырёх вражеских колонн на Западной Украине, и, возглавляемая Костюшко, отошла с боями на западный берег реки Южный Буг. 18 июня Понятовский выиграл битву под Зеленцами, дивизия Костюшко при этом выполняла функцию отдельного арьергарда, не принимая участия в бою, и присоединилась к основной армии только с наступлением темноты; тем не менее, действия по защите тыла и флангов главной армии принесли ему только что введённый орден Virtuti Militari, который по сей день является высшим орденом в польской армии (Сторожиньский, однако, утверждает, что Костюшко получил этот орден за состоявшуюся 18 июля битву под Дубенкой). Польское отступление продолжалось, и 7 июля войска Костюшко вступили в бой в городе Владимир-Волынский. Перейдя на северный берег Буга, армия федерации была разделена на три дивизии, для удержания оборонительной линии. Это было сделано вопреки мнению Костюшко и ослабило войско Речи Посполитой.
Войска Костюшко были предназначены для защиты южного фланга фронта рядом с австрийской границей. В битве под Дубенкой 18 июля 1792 года он упорно сражался против численно превосходящего противника, умело используя пересечённую местность и полевые укрепления, и тем самым заслужил славу одного из наиболее одарённых полководцев Речи Посполитой. Имея лишь около 6000 (по другим данным, 5300) человек и 24 орудия, он не стал ослаблять свою дивизию, пытаясь удержать переправу через Буг. Ему удалось вынудить генерала Михаила Каховского во главе 25 000 солдат принять бой в невыгодном для него месте — на узком участке болотистой местности между австрийской границей и рекой. Пять часов Костюшко удавалось сдерживать противника, чтобы дать возможность дивизиям Понятовского и Виельгорского отойти от Буга. После потери всех полевых укреплений Костюшко пришлось отступить от Дубенки.
После битвы король польский и великий князь литовский Станислав Август Понятовский повысил Тадеуша Костюшко до звания генерал-лейтенанта и наградил орденом Белого орла. Весть об удачных действиях Костюшко под Дубенкой распространилась по Европе, и 26 августа он получил почётное гражданство от законодательного собрания революционной Франции. В то время как Костюшко считал исход войны всё ещё нерешённым, король просил о прекращении боёв. 24 июля 1792 года, до того, как Костюшко получил звание генерал-лейтенанта, армия была поражена известием о том, что король объявил о присоединении к Тарговицкой конфедерации и приказал польско-литовскому войску прекратить боевые действия против России. Костюшко намеревался объявить рокош против короля, но Юзеф Понятовский отговорил его от этого шага. 30 августа Костюшко оставил свой пост в армии и на короткое время вернулся в Варшаву, где получил повышение и жалованье, но отказался от приглашения короля остаться в армии. Примерно в это же время он заболел желтухой.

## Эмиграция

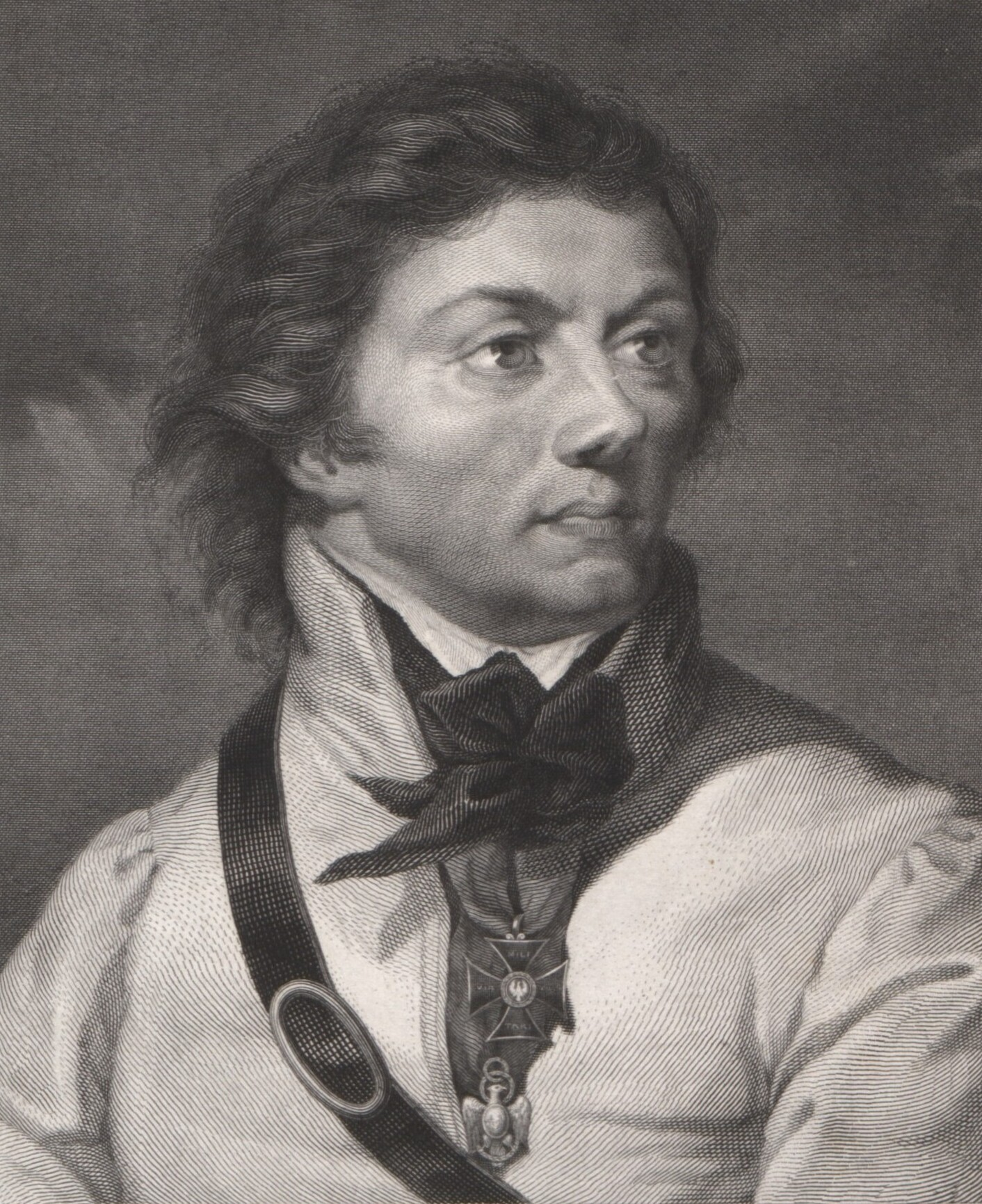
Костюшко с орденом «Virtuti Militari» и знаком ордена Цинцинната

Капитуляция короля стала тяжёлым ударом для не проигравшего ни одной битвы Костюшко. В середине сентября он ушёл в отставку и в начале октября выехал из Варшавы. Сначала он отправился на восток в семейную усадьбу Чарторыйских в Сеняве, где собралось много недовольных сложившейся ситуацией. В середине ноября он провёл две недели во Львове, где был с почестями встречен горожанами; все желали увидеть известного полководца. Изабелла Чарторыйская предложила ему руку своей дочери Софии. Российские власти намеревались арестовать Костюшко, когда он вернётся на подконтрольную им территорию; австрийцы, владевшие Львовом, предложили ему место в австрийской армии, от которого он отказался. После этого австрийские власти планировали выслать Костюшко, однако он покинул Львов. В конце месяца он остановился в Замости в имении Замойских, где встретился со Станиславом Сташицем, после Костюшко отправился в Пулавы.
После недолгого пребывания в Пулавах Костюшко 12—13 декабря побывал в Кракове; 17 декабря — во Вроцлаве; потом остановился в Лейпциге, где польские военные и политики создали своеобразную эмиграционную диаспору. Позже он с некоторыми другими эмигрантами принял участие в разработке планов восстания против российского правления в Речи Посполитой. Политики, группировавшиеся вокруг Игнацы Потоцкого и Гуго Коллонтая, искали контакты с оппозиционерами на территории Речи Посполитой, к весне 1793 года к ним присоединились другие политики и революционеры, в том числе Игнацы Дзялынский. Поддержка Костюшко стала решающей для готовивших восстание, так как Тадеуш был одним из наиболее популярных людей в Речи Посполитой.
Проведя две недели в Лейпциге, в начале января 1793 года Костюшко отправился в Париж, где был избран руководителями эмиграции для переговоров с правительством Франции. Обратившись к министру иностранных дел Франции, Костюшко передал ему мемориал, в котором изложил план преобразования Польши в республику, гораздо более смелый, чем предложенный реформаторским польским кружком «Коллонтаевская кузница». Французское правительство выразило сочувствие проблемам Речи Посполитой, однако поддержало готовящееся восстание только на словах. Костюшко пришёл к выводу, что французские политики не заинтересованы в Речи Посполитой, так как не могут использовать её для своих целей, его разочаровала мелочность деятелей Великой французской революции, которая проявлялась в непрестанных конфликтах между различными фракциями и растущем терроре.
23 января 1793 года Пруссия и Россия осуществили Второй раздел Речи Посполитой. Гродненский сейм, который был принудительно созван в июне, ратифицировал раздел и отменил конституцию 3 мая 1791 года. После Второго раздела Речь Посполитая стала небольшой страной с площадью в 200 тысяч квадратных километров и населением в 4 миллиона человек. Второй раздел стал шоком для Тарговицкой конфедерации, члены которой видели себя защитниками многовековых магнатских привилегий, но не ожидали, что их обращение за помощью к российской императрице приведёт к таким последствиям.
Хотя Костюшко и опасался того, что у восстания мало шансов против стран, разделивших Речь Посполитую, в августе 1793 года он вернулся в Лейпциг, где от него потребовали составить план революции как можно скорее. В сентябре он тайно пересёк польскую границу, чтобы провести личные наблюдения и встретиться с высокопоставленными офицерами и солдатами Речи Посполитой, которые симпатизировали идеям революции, в том числе с генералом Иосифом Вадицким. Подготовка восстания шла медленно, и Костюшко уехал в Италию с намерением вернуться в феврале 1794 года. Ситуация в Речи Посполитой быстро менялась. Российские и прусские власти вынудили её распустить большую часть армии, а уволенные солдаты должны были вступить в российскую армию. В марте российские агенты обнаружили революционеров в Варшаве, начались аресты видных польских политиков и военачальников. 15 марта 1794 года Костюшко отправился в Краков.

## Восстание Костюшко

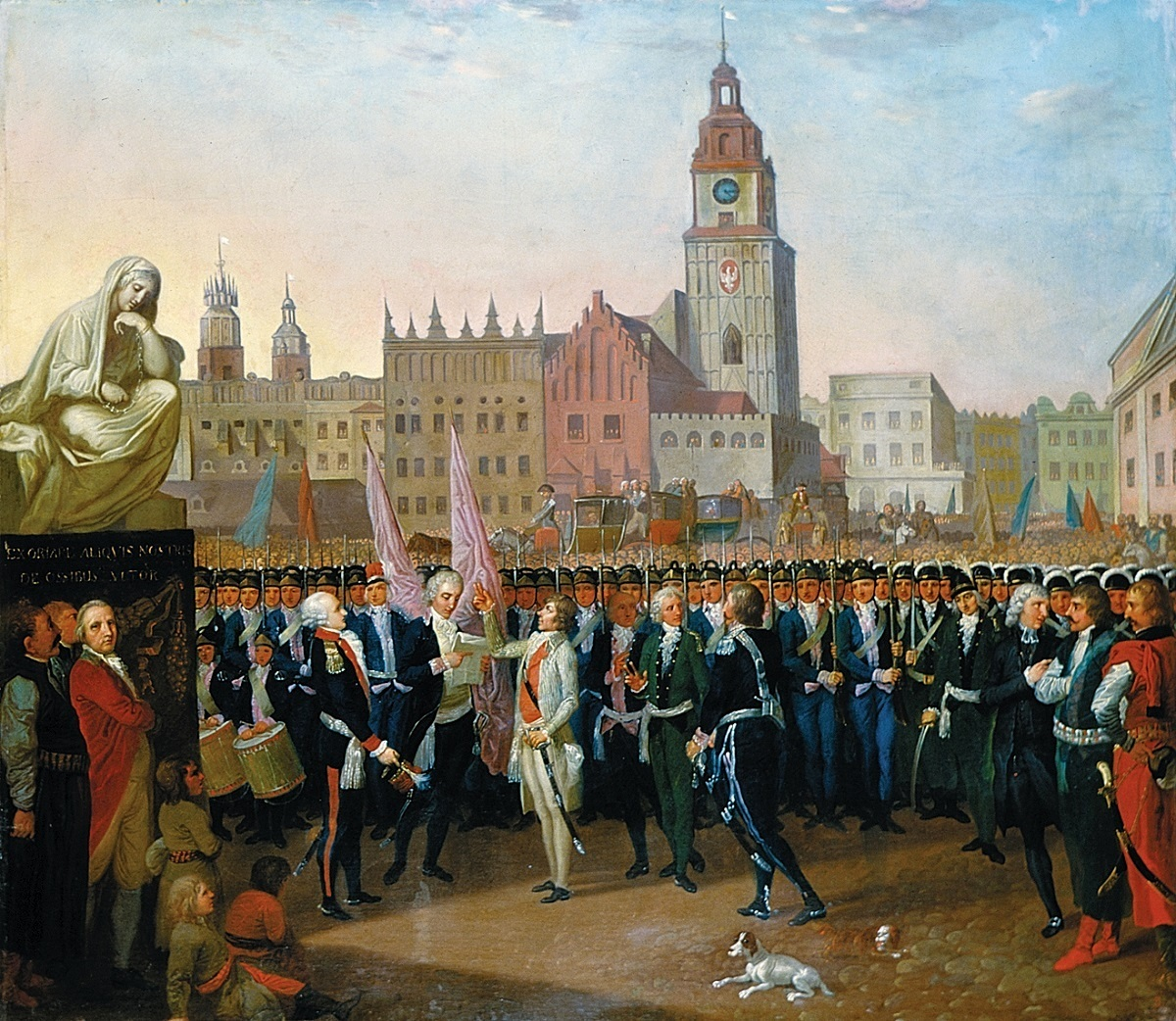
Присяга Тадеуша Костюшко на краковском рынке. Национальный музей, Познань. Художник Франциск Смуглевич (1797)

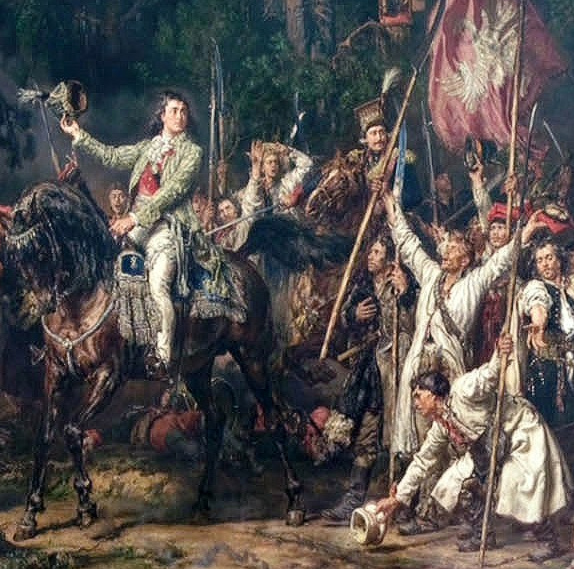
Костюшко и его крестьянские косиньеры на картине Яна Матейко «Костюшко под Рацлавицами»

Узнав о том, что российский гарнизон покинул Краков, Костюшко прибыл в город в ночь на 23 марта 1794 года, а на следующее утро на Главной площади он объявил «Акт восстания граждан». Костюшко дал присягу на верность восстанию и объявил, что будет бороться за нерушимость границ государства, установление власти народа и всеобщую свободу. В Акте восстания граждан Тадеуш Костюшко отметил, что главной целью Екатерины II и Фридриха Вильгельма II было желание «распространить господство тирании» и подавление свободы соседних народов. Костюшко получил звание «Naczelnik» (начальник восстания, главнокомандующий) польско-литовских сил, боровшихся против российской оккупации. Костюшко было присвоено высшее воинское звание — генералиссимус, которое в Речи Посполитой до него получил лишь в 1611 году (во время русско-польской войны 1609—1618 годов) князь Ежи Оссолинский. Актом восстания назначалась Высшая национальная рада. В раде Костюшко стремился примирить монархистов и республиканцев. После создания Высшей Рады Литовской возникли некоторые разногласия между Костюшко и руководителем восстания в Литве Якубом Ясинским. Он продолжил мобилизацию населения, намереваясь призвать достаточное количество добровольцев для борьбы против более профессиональной российской армии. Он также надеялся, что Австрия и Пруссия не смогут вмешаться, так как в оккупированных этими странами частях Речи Посполитой также происходили восстания.
Костюшко собрал армию около 6000 человек, в том числе 4000 солдат регулярной армии и 2000 рекрутов, и двинулся на Варшаву. Русские сумели организовать армию противостояния быстрее, чем он ожидал, но он одержал победу в битве под Рацлавицами 4 апреля 1794 года, где сумел набрать в свой отряд добровольцев среди крестьян (косинеров). Тем не менее, это поражение русских не являлось стратегически значимым, и они быстро заставили повстанцев отступить в сторону Кракова. Около Паланца он получил подкрепление и встретился с другими лидерами восстания (Коллонтаем и Потоцким). В то же время Екатерина II пообещала награду тому, кто захватит Костюшко «живым или мертвым».
4 мая 1794 года из-под Поланца Тадеуш Костюшко издал универсал с призывом о поддержке со стороны греко-католического духовенства в борьбе с русским гнётом.
В Паланце 7 мая 1794 года Костюшко, надеясь привлечь к восстанию крестьянство, издал «Поланецкий универсал». В нём объявлялись отмена многих феодальных пережитков и «право собственности на имевшуюся землю» (без наделения крестьян землёй). На время восстания универсалом снижались размеры барщины на 25—50 процентов, а крестьяне передавались под опеку правительства, для чего создавались контролирующие органы. Несмотря на свой половинчатый характер, универсал существенно облегчал положение крестьян, однако его постановления не исполнялись шляхтой, которая не желала поступаться своими привилегиями.
В начале июня пруссаки начали активно помогать русским, и 6 июня 1794 года Костюшко сражался в оборонительной битве под Щекоцинами против русско-прусских сил. С конца июня, в течение нескольких недель, он защищал Варшаву, находившуюся под контролем повстанцев. 28 июня варшавяне казнили без суда епископа Игнатия Масальского и ещё шестерых тарговичан. Костюшко выступил с публичным упрёком, заявив, что «то, что произошло вчера в Варшаве, наполнило его сердце горечью и печалью», и выразил надежду на то, что верховенство закона восторжествует. Король, напуганный самосудом восставших, отдал приказ Костюшко арестовать виновных, и тот подчинился, восстановив этим против себя варшавское население и возбудив недовольство в Париже.
К утру 6 сентября пруссаки отошли от Варшавы для подавления восстания в Познани. 29—30 сентября Костюшко вместе со своим секретарём Юлианом Немцевичем приехал в Гродно для военного совещания, в ходе которого вручил участникам восстания в Литве кольца с надписью «Отечество своему защитнику».

### Плен
29 сентября (10 октября) 1794 года в битве под Мацеёвицами с русскими войсками под командованием Федора Денисова и Ивана Ферзена Костюшко был тяжело ранен двумя ударами пикой и палашом. О поисках раненого вождя повстанцев подробно рассказал в своих записках донской атаман Андриан Денисов, который уверяет, что сам перевязал Костюшко раны и приказал своему двоюродному брату Василию Денисову вынести Костюшко с поля боя на носилках из казачьих плащей. В то же время «генерал Ферзен сообщал в донесении, что Костюшко настигли два казака из его собственного конвоя: Фёдор Томилин и Николай Лосев». Как отмечает В. Дьяков, по наиболее вероятной версии Костюшко с несколькими офицерами пытался предотвратить отступление паникующих кавалеристов. Вместе с лошадью он упал в ров, где был атакован корнетами Лысенко, Смородским, Пономарёвым и казаками Томилиным и Лосевым. От ран он потерял сознание, был ограблен, и выжил только потому, что его опознали.

### Заключение
Под чужой фамилией («шляхтич Шиманский») кружным путём Костюшко вместе с Немцевичем и адъютантом Фишером был доставлен в российскую столицу. Чтобы миновать территории, всё ещё охваченные восстанием, его везли через Киев, Чернигов, Могилёв, Шклов, Витебск, Псков и Новгород. В Петербург пленные были доставлены 10 декабря 1794 года. Охрана Костюшко не была слишком строгой, предписания о секретности не были соблюдены: на первом привале в Корытице он даже получил письмо от повстанческого правительства и жалование — 4000 дукатов. В Петропавловской крепости его поместили в доме коменданта, а Немцевич и Фишер были заключены в одиночные камеры.
Начало следствия было отложено из-за того, что генерал-прокурор А. Н. Самойлов не мог по причине неблагоприятной погоды приехать в крепость по Неве. В письме к Костюшко от 12 декабря Самойлов предложил тому написать «апологию жизни», его интересовали обстоятельства биографии руководителя восстания со дня принятия конституции 3 мая до момента пленения. Костюшко предоставил требуемые сведения, постаравшись упомянуть как можно меньше имён. Позже он получил от Самойлова дополнительные вопросы и был снова краток, отвечая на них. Следствие завершилось к середине 1795 года.
Режим содержания Костюшко не был строг. Он имел возможность получать газеты, генерал-прокурор интересовался, какие книги хотел бы иметь заключённый, о состоянии его здоровья докладывали лично императрице. Приговор, по разным причинам так и не вынесенный при жизни Екатерины II, скорее всего, не был бы суровым.

### Освобождение

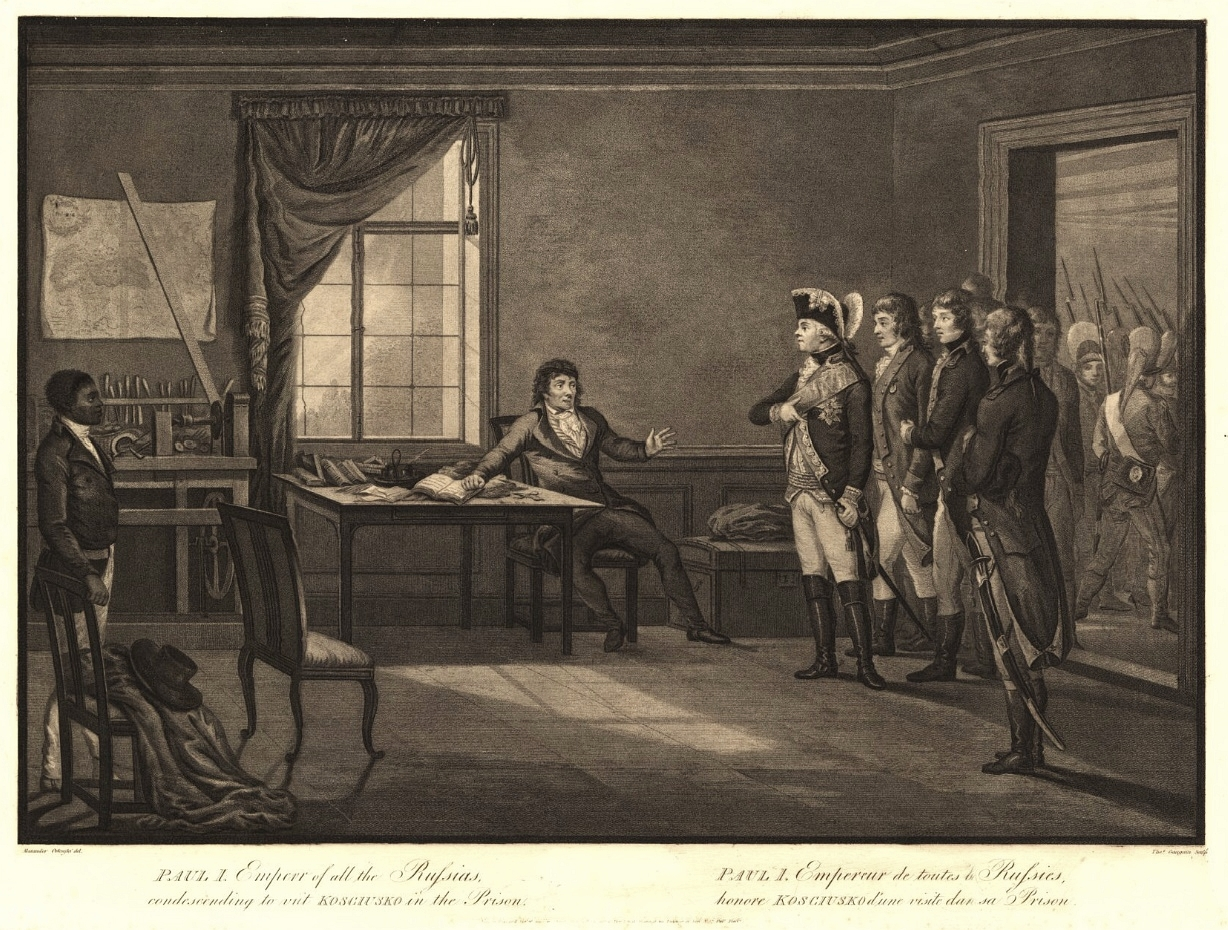
Павел I посещает Тадеуша Костюшко (сидит). Иллюстрация 1801 года

Вскоре после смерти Екатерины II, 26 ноября 1796 года, Костюшко посетил Павел I, пообещавший освободить его. 28 ноября датируется запись Самойлова о сделанном по поручению императора предложении Костюшко о поступлении на российскую военную службу, однако тот отказался. 30 ноября Костюшко и Игнаций Потоцкий были вынуждены подписать «Присягу на верность» с обязательством защищать интересы императора и его наследника Александра. После принесения присяги участники восстания получили свободу. Павел приказал выплатить Костюшко компенсацию 60 тысяч рублей, которую тот разделил с остальными пленниками.

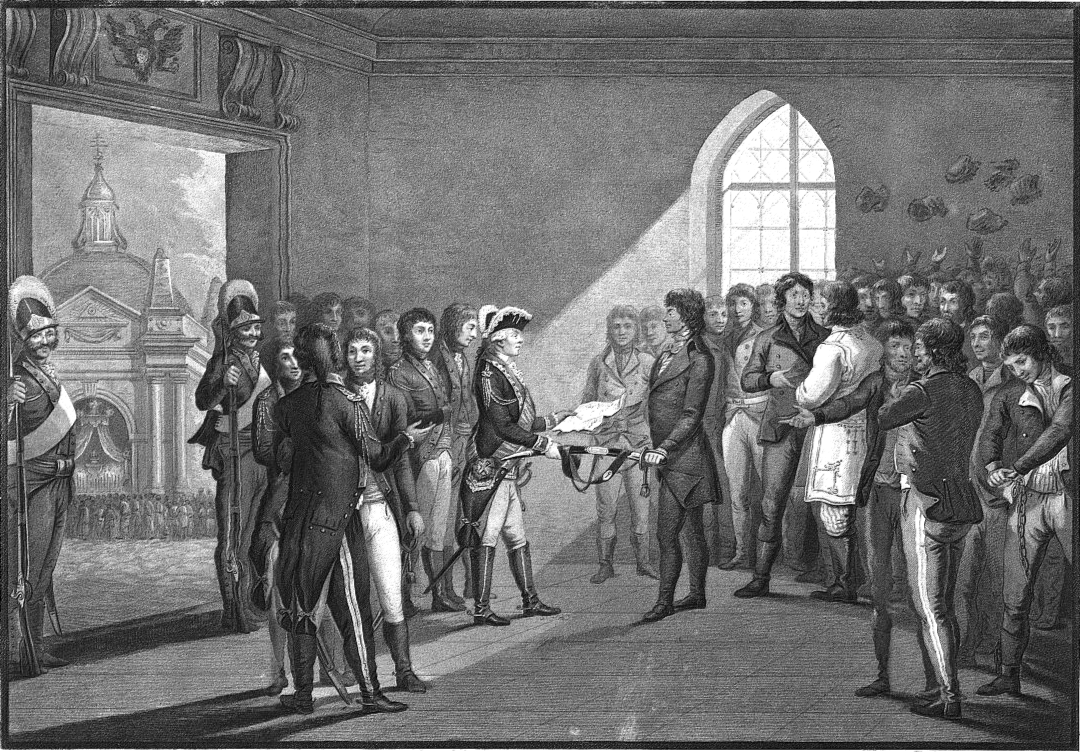
Павел Петрович лично освобождает из под трёхлетнего заключения в доме коменданта Петропавловской крепости самого Тадеуша Костюшко, доверчиво отдавая ему эфесом вперед его саблю и бриллиантовый кошель. Примечательны видимые кандалы на Немцевиче и подброшенные радостно вверх шапки среди остальных 86 пленных

Вместе с саблей Павел отдал кошель, вышитый императрицей бриллиантами, внутри которого был вексель ещё на 12000 рублей на дорожные расходы, вексель на 3000 рублей лично от императрицы и документ на получение ежегодной пенсии по 6000 рублей. На прощание, со словами обращёнными к своей свите: «Вот честный редкий человек» — Павел пожал Костюшко руку и поцеловал в лоб.
Через два года, 4 августа 1798 года, приглашённый Наполеоном в Париж для формирования польских легионов, Костюшко написал императору, что не считает возможным выполнять присягу, данную под давлением, и возвратил пожалованные ему деньги. Спустя два месяца по приказу императора во всех приходских церквях Западных губерний во время воскресной службы зачитывалось распоряжение, согласно которому в случае появления на российской земле Костюшко, тот должен был быть арестован.
Легенда о том, что в 1796 году император поселил Костюшко в Мраморном дворце «на правах гостя», не находит подтверждения в исторических документах.

## После восстания

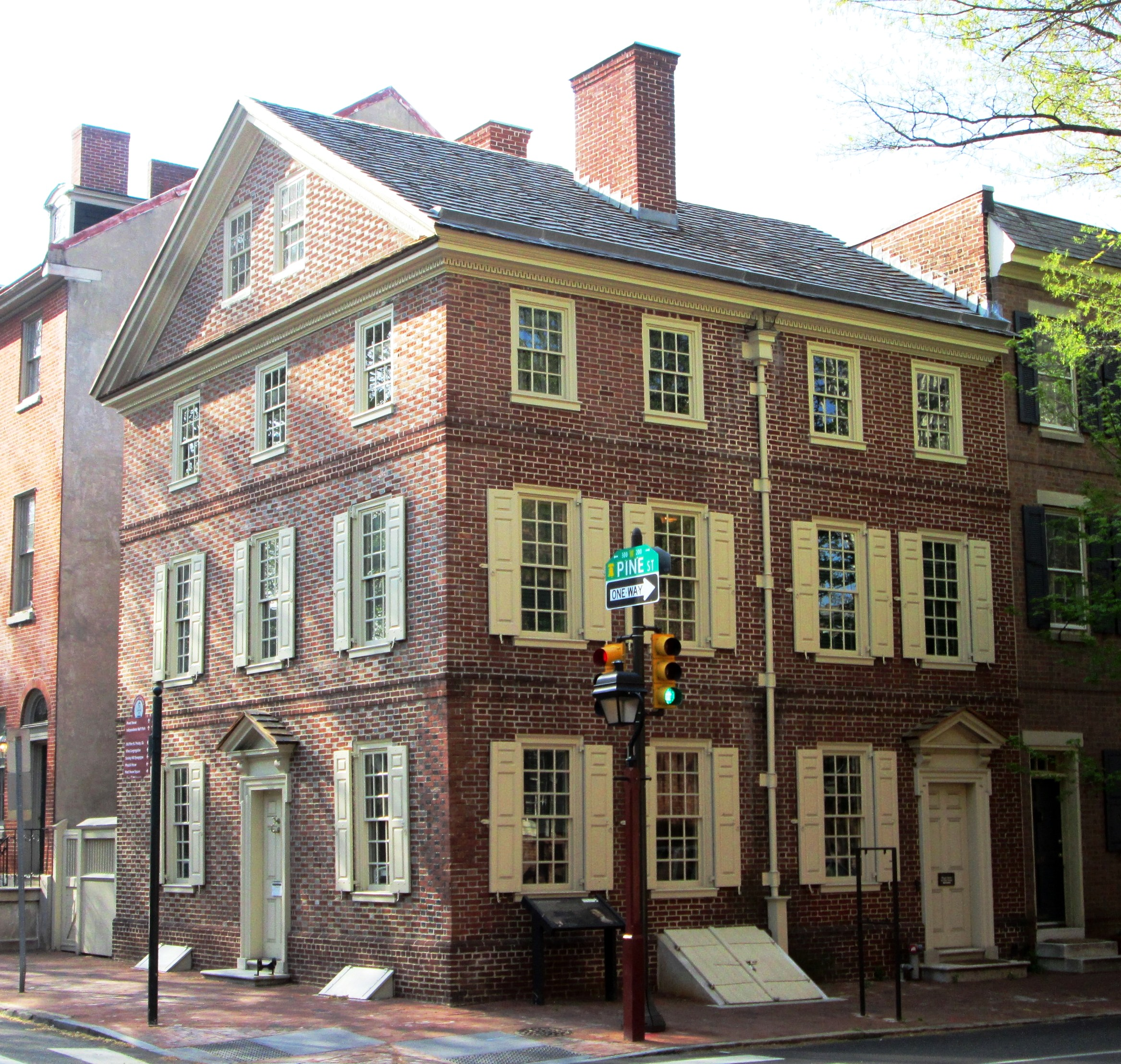
Дом в Филадельфии, где Костюшко жил в 1797 году

Перед своим отъездом из Петербурга, 7 (18) декабря 1796 года, Костюшко нанёс прощальный визит императорской семье, так как его состояние резко ухудшилось, он не мог передвигаться самостоятельно и его везли кавалергарды в кресле Екатерины II. Вместе с Немцевичем Костюшко отправился, как и планировал ранее, в США. Его путь, из-за запрещения появляться в Польше, пролегал через Стокгольм и Лондон. Костюшко отплыл из Бристоля 17 июня 1797 года и прибыл в Филадельфию 18 августа того же года.
В марте 1798 года Костюшко получил почтовую корреспонденцию из Европы. Новость в одном из писем так поразила его, что он, несмотря на свои раны, без посторонней помощи поднялся с кушетки и доковылял до середины комнаты, крикнув генералу Уайту: «Я должен вернуться в Европу!». В послании шла речь о том, что польский генерал Ян Генрик Домбровский и польские солдаты воюют под командованием Наполеона, и что сёстры Костюшко послали двух его племянников воевать за Наполеона в честь Костюшко. Примерно в то же время Костюшко получил известие о том, что Талейран ищет у него поддержки в борьбе Франции против их общих с Польшей врагов — Австрии и России. Призыв семьи и страны вынудил Костюшко вернуться в Европу. Он немедленно обратился за помощью к Томасу Джефферсону, который посодействовал Костюшко в получении паспорта на чужое имя. Костюшко, не поставив в известность ни своего товарища по оружию Юлиана Немцевича, ни своего слугу, тайно покинул страну.
Его решению уехать способствовали и другие факторы. В соответствии с условиями Акта о чужаках и смутьянах он подлежал депортации или тюремному заключению. Кроме того, Джефферсон был обеспокоен тем, что США и Франция находились в одном шаге от войны после дела XYZ, и рассматривал его как неофициального посланника. Позже Костюшко писал:
Джефферсон считал, что я был бы наилучшим посредником в деле соглашения с Францией, поэтому я принял эту миссию даже без всякого официального разрешения.
К 1797 году Костюшко и Джефферсон стали хорошими друзьями, в течение последующих двадцати лет они вели переписку. Джефферсон так отзывался о Костюшко: «это наичистейший сын свободы, какого я когда-либо видел, и при этом той свободы, которая включает всех, а не только горсточку избранных или богатых».
Перед отъездом во Францию Костюшко собрал своё имущество и написал завещание, заручившись поддержкой Томаса Джефферсона в качестве исполнителя. Костюшко поручал продать всю свою недвижимость, а вырученные деньги использовать для выкупа чернокожих рабов, в том числе личных рабов Джефферсона. Также эти средства предназначались на образование получивших свободу, чтобы они могли начать самостоятельную жизнь и найти работу. Через полтора года после смерти Костюшко, в 1819 году, Джефферсон обратился в суд, заявив, что он не способен действовать в качестве исполнителя в связи с возрастом и многими юридическими сложностями завещания. Джефферсон рекомендовал своему другу Джону Хартуэлу, также противнику рабства, стать исполнителем завещания, однако и Хартуэл отказался быть душеприказчиком. Дело американского имущества Костюшко три раза рассматривалось в Верховном суде США: в мае 1825 года Екатерина Эстко, наследница Тадеуша Костюшко, выступила с иском, требуя возврата «капитала», оставленного Джефферсону, процесс тянулся до 1856 года.
Деньги, которые Костюшко оставил на освобождение и образование американских негров, никогда так и не были использованы для этой цели. Хотя американское завещание Костюшко не было выполнено, его наследие пошло на основание негритянского учебного заведения в Ньюарке, штат Нью-Джерси, в 1826 году, которое было названо в честь Тадеуша Костюшко.

### Возвращение в Европу

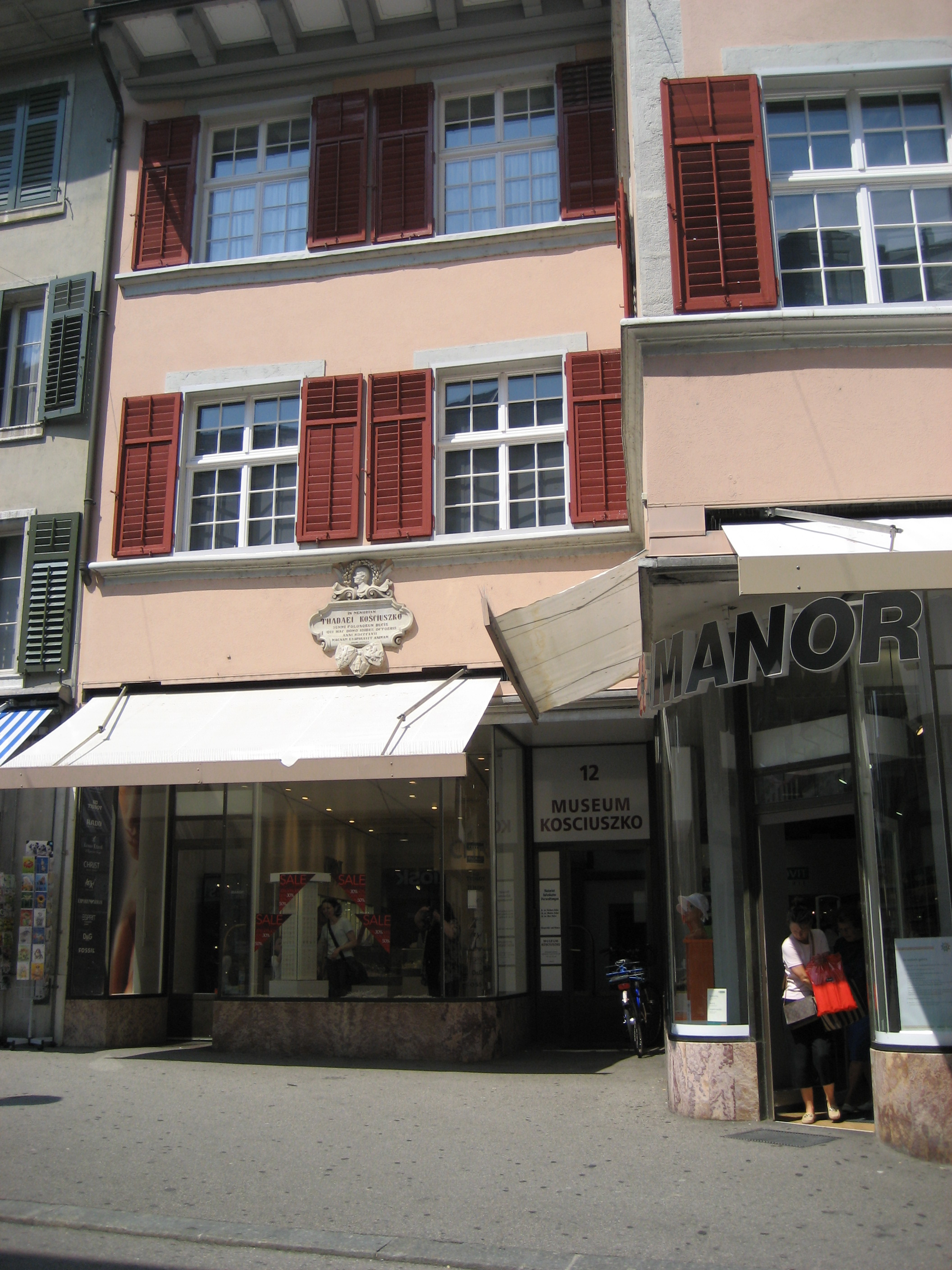
Дом, в котором Тадеуш Костюшко жил в Золотурне (Швейцария), на здании установлена мемориальная доска, посвящённая ему. Сейчас в здании расположен музей Костюшко

28 июня 1798 года Тадеуш Костюшко прибыл во французскую Байонну и 7 августа 1799 года стал членом «Общества польских республиканцев» (пол. Towarzystwo Republikanów Polskich), где решительно высказывался за установление республиканского строя в восстановленной Речи Посполитой. Во Франции Костюшко планировали привлечь к организации восстания в оккупированной Речи Посполитой, однако он отклонил предложение взять на себя командование над польскими легионами, которые формировались в войсках Франции. 17 октября и 6 ноября 1799 года Костюшко встречался с Наполеоном Бонапартом, и ему не удалось достичь с последним взаимопонимания. Наполеон считал Костюшко «дураком», который «переоценивает своё влияние» в Речи Посполитой. Костюшко, в свою очередь, был настроен против Наполеона из-за его диктаторских устремлений и называл его «гробовщиком Французской республики».
В 1800 году Костюшко вместе с Павликовским анонимно издал брошюру «Могут ли поляки добиться независимости» (пол. Czy Polacy mogą się wybić na niepodległość). На поставленный в заглавии вопрос Костюшко отвечал утвердительно. Однако, по его мнению, поляки не должны были в борьбе за независимость опираться на чужую помощь. Освобождение Польши, утверждалось в брошюре, должно свершиться путём народного восстания, но для этого необходимо освобождение крестьян. Народная армия большей частью будет плохо вооружена, но: «нет оружия, которое могло бы противостоять косе, и нет в Европе войска, которого нельзя бы победить». Костюшко считал, что наиболее подходящей формой войны является партизанская, затяжная, способная измотать противника. Спустя годы, уже после поражения польского восстания 1830 года, брошюра многократно переиздавалась, а К. Штольцман (пол. Karol Bogumił Sztolcman), Г. Каменский и другие теоретики использовали и разрабатывали её положения в своих трудах. В 1801 году Костюшко поселился в Бервиле, недалеко от Парижа, и дистанцировался от политики.
Костюшко не верил, что Наполеон восстановит Речь Посполитую. Когда французские войска подошли к границам Польши, Костюшко написал Наполеону письмо с требованиями гарантий установления шляхетской демократии, которые тот проигнорировал. Костюшко призывал к освобождению крестьян от феодальной зависимости с предоставлением им земли (письмо Фуше от 21 февраля 1807 года). Он считал, что создавая герцогство Варшавское в 1807 году, Наполеон руководствовался политическим расчётом, и в его планы не входило предоставление независимости Польше. Костюшко решил не появляться в Варшавском герцогстве и отказался присоединиться к армии новообразованного государства, воевавшей на стороне Наполеона.
В феврале 1814 года Костюшко с энтузиазмом воспринял поражение Наполеона, принимал у себя русских казачьих офицеров и запретил жителям своих владений оказывать сопротивление русским. Он направил царю письмо, в котором просил объявить всеобщую амнистию полякам, провозгласить в Польше и Великом княжестве Литовском конституционную монархию и, наконец, через десять лет отменить крепостное право там, где оно было введено, и наделить всех крестьян землёй. В ответ Александр I встретился с Костюшко в Париже, а затем в австрийском Браунау. Александр I надеялся убедить Костюшко вернуться в Польшу, где планировал создать марионеточное царство Польское. Тот соглашался на сотрудничество при условии проведения социальных реформ и восстановления территории, которая, по его мнению, должна была достигать на востоке рек Днепр и Двина. Однако вскоре, находясь в Вене, Костюшко узнал, что новосозданное царство Польское было ещё меньше, чем Варшавское герцогство, он назвал это образование «шуткой». Не получив ответов на свои письма от российского императора, Костюшко оставил Вену и переехал в Золотурн.
Своим завещанием, подписанным 2 апреля 1817 года, Костюшко освободил сехновичских крестьян от введённой российскими властями крепостной зависимости, однако формально завещание вступало в противоречие с законом. Сехновичи в то время принадлежали не ему, а его родственнице Екатерине Эстко. Пятьдесят три крестьянские семьи в 1825 году потребовали исполнения последней воли Костюшко, дело дошло до Петербурга, и император Александр принял сторону владелицы поместья Екатерины Эстко.
В последние годы жизни Костюшко болел, страдая от старых ран. 15 октября 1817 года в десять часов вечера Тадеуш Костюшко скончался в возрасте 71 года от инсульта.

## Похороны

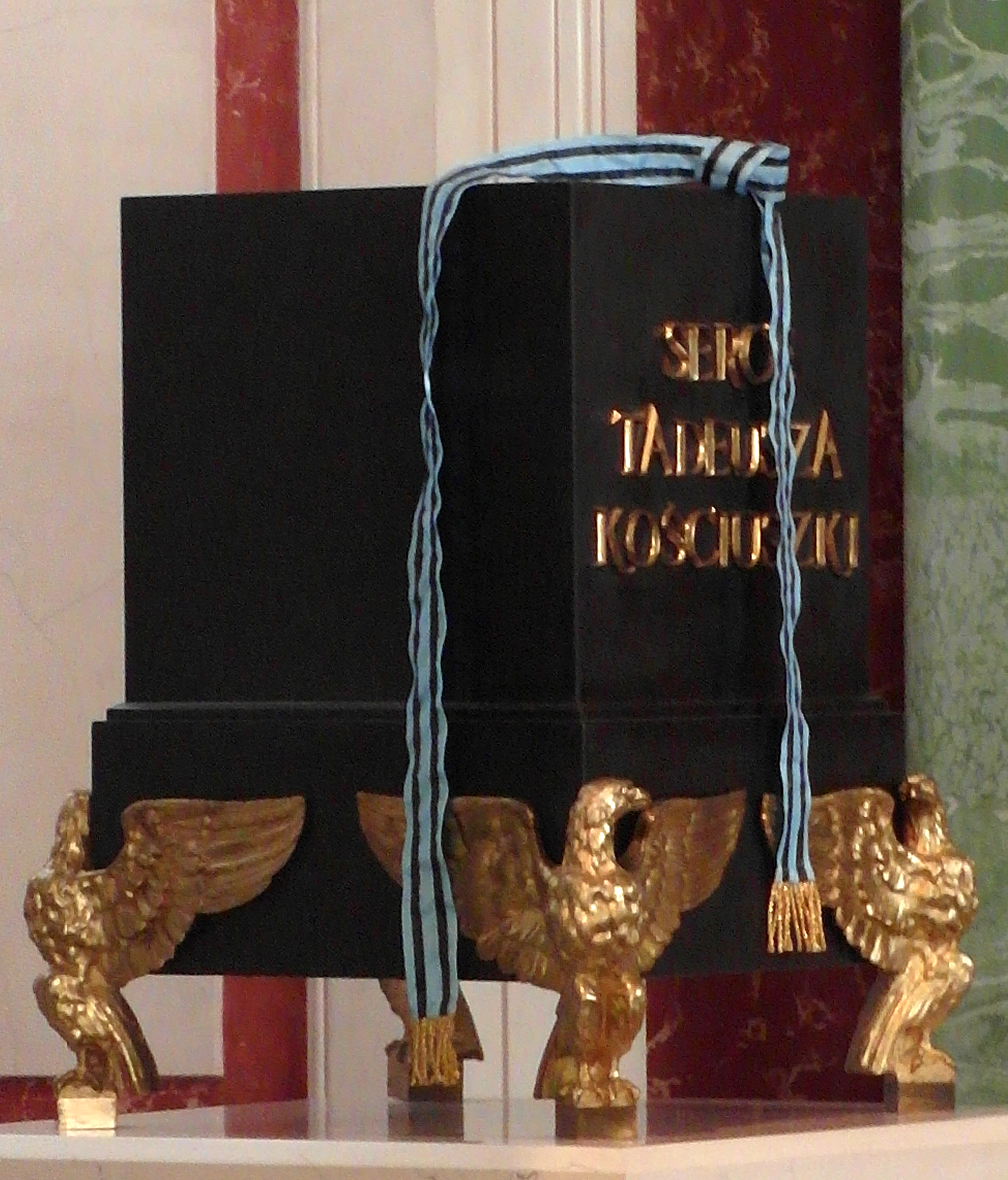
Ящик с сердцем Костюшко, Королевский дворец, Варшава

В полдень 19 октября 1817 года в бывшей иезуитской церкви Золотурна состоялись первые похороны Тадеуша Костюшко. Поминальные службы прошли во всех католических церквях царства Польского. Его забальзамированное тело было погребено в склепе церкви Золотурна. В 1818 году прах Костюшко был перевезён в Краков и 11 апреля захоронен в церкви Святого Флориана. 22 июня 1818 года или 23 июня 1819 (данные разнятся) под звон колокола «Зигмунд» и пушечные залпы прах Костюшко был погребён в склепе Собора Святых Станислава и Вацлава, пантеона польских королей и национальных героев.
Внутренние органы Костюшко, изъятые во время бальзамирования, были отдельно похоронены на кладбище в Цухвиле, рядом с Золотурном, и остаются там по сей день. В 1820 году рядом с польской мемориальной часовней был установлен большой памятный камень. Его сердце хранилось в польском музее в швейцарском Рапперсвиле. В 1927 году вместе с остальной частью владений музея оно было перевезено в Варшаву и сейчас находится в часовне Королевского дворца.

## Увековечение памяти

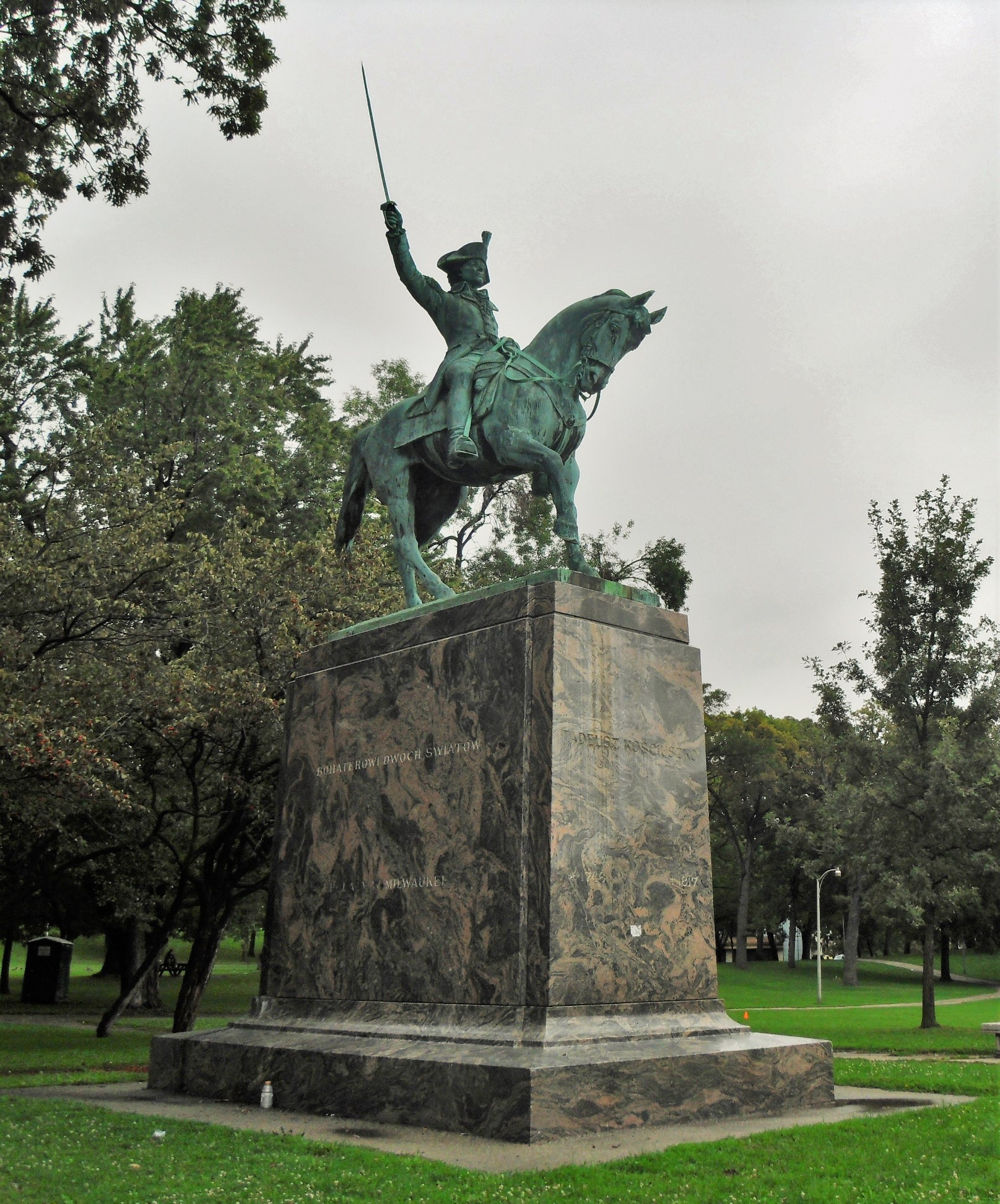
Памятник Тадеушу Костюшко в парке Костюшко, Милуоки

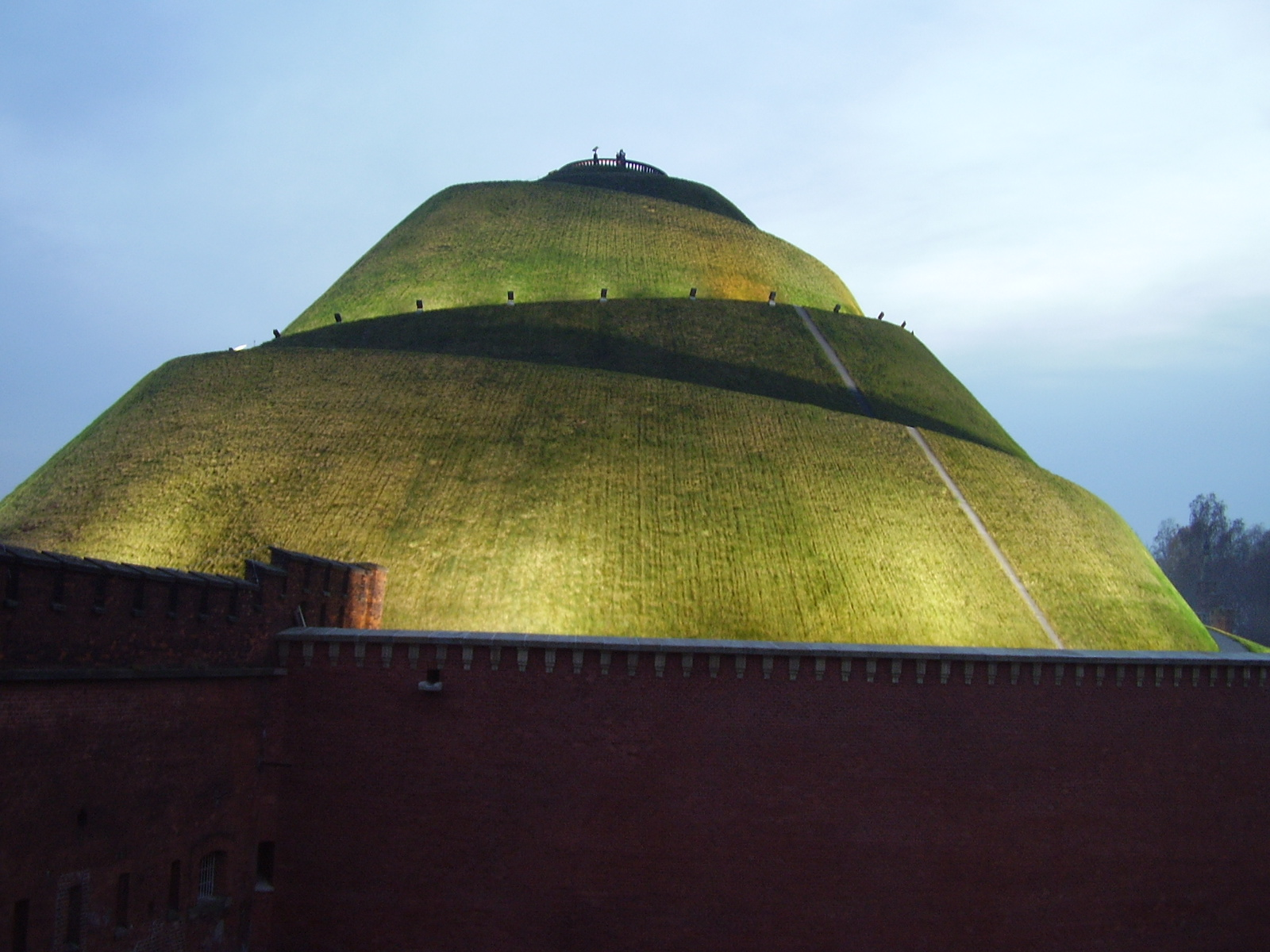
Курган Костюшко в Кракове, высота 34 метра

Для поляков имя Костюшко, не занимавшегося в конце жизни политикой, в эпоху наполеоновских войн отошло в тень. Главным польским героем в то время был Ян Генрик Домбровский — создатель польских легионов, сражавшихся на стороне французского императора, с которым связывалась надежда на освобождение Польши (что нашло своё отражение в тексте польского национального гимна). Позднее, в эпоху романтизма, две легенды — наполеоновская и костюшковская — сосуществовали в польском обществе и соперничали друг с другом — и у Наполеона, и у Костюшко были как горячие поклонники, так и непримиримые противники.
Первая биография Костюшко была написана Марком-Антуаном Жюльеном — младшим, бывшим комиссаром Комитета общественного спасения, лично знакомым с Начальником. Жюльен опубликовал свой труд на французском языке в Париже в 1818 году. В этом же году ему было доверено перенести из Швейцарии в Краков останки Костюшко, это событие вызвало волну публикаций, посвящённых памяти руководителя восстания 1794 года.
Швейцарец Константин Карл фон Фалькенштейн в своей биографии Костюшко (Thaddäus Kosciusko; Лейпциг, 1827) в соответствии с идеалами эпохи Просвещения создал образ героя общечеловеческого, наднационального масштаба.
Уроженец Беларуси Леонард Ходзько, будучи в эмиграции во Франции, накануне 12 февраля 1830 года организовал в Париже большую демонстрацию по случаю годовщины со дня рождения Тадеуша Костюшко, в которой приняли участие генерал Мари Жозеф де Лафайет и писатель Виктор Гюго.
В 1837 году Леонард Ходзько издал в Париже биографию Тадеуша Костюшко на французском языке «Biographie du géneral Kościuszko» (1837).
Первым профессиональным историком, обратившимся к изучению жизненного пути Начальника стал Жюль Мишле. Работа Мишле, сочувствовавшего полякам в их борьбе за независимость, друга Мицкевича и Лелевеля, выдержана в духе романтизма и либерализма. Его биография Костюшко была издана в Париже в 1850 году, польский перевод, под говорящим заголовком «Kościuszko. Legenda demokratyczna», вышел в свет в следующем, 1851 году.
Первым польским биографом Костюшко стал его друг, бригадный генерал Францишек Пашковский. Его «История Тадеуша Костюшко первого Начальника поляков» (пол. Dzieje Tadeusza Kosciuszki pierwszego Naczelnika Polakow) вышла в свет только после смерти автора, через двадцать два года после создания — в 1872 году. Пашковский, в отличие от предыдущих биографов, опирался в своей работе на основательную документальную и источниковую базу.
В России в XIX веке большинство работ, посвящённых польскому восстанию 1794 года (как и восстаниям 1831 и 1863 годов) и его вождю, было запрещено и оставалось недоступным русским историкам. Для отношения последних к личности Костюшко характерно «полное неприятие», ситуация изменилась к началу XX века, когда на смену ему пришло «сдержанное уважение».
Польский историк Станислав Хербст, автор статьи о Костюшко в Польском биографическом словаре (1967 год), предположил, что Костюшко может быть самым популярным поляком в Польше и в мире. Памятники в честь Костюшко поставлены по всему миру, начиная с кургана Костюшко в Кракове, который был отсыпан в 1820—1823 годах землёй с полей, где он сражался. В его честь названы мост, построенный в 1959 году через реку Мохок в Олбани (штат Нью-Йорк), и мост, построенный в 1939 году в Нью-Йорке.
Дом Костюшко в Филадельфии сейчас является Национальным мемориалом Тадеуша Костюшко. Кроме того, музей Костюшко расположен в его последнем месте жительства в швейцарском Золотурне. В 1925 году было создано польско-американское культурное агентство, Фонд Костюшко, со штаб-квартирой в Нью-Йорке. В 2002 году Брестский облисполком принял решение о восстановлении разрушенной в годы Второй мировой войны усадьбы Костюшко в Меречёвщине. Сейчас в родном доме Костюшко действует музей, воссоздающий внешний вид усадьбы и быт 18 века.

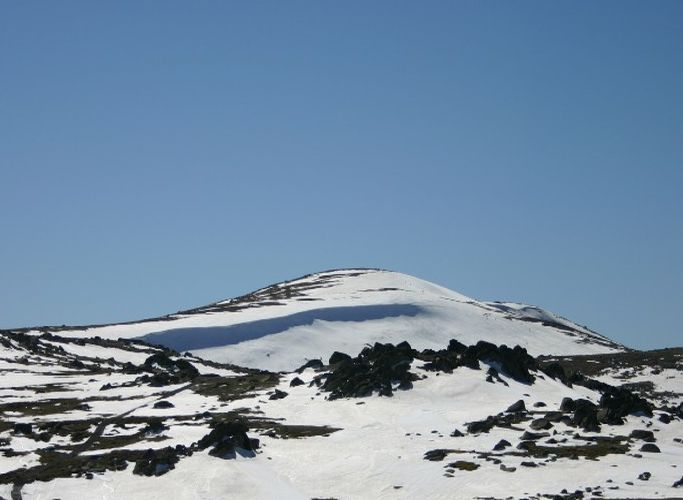
Гора Костюшко в Австралии

Исторический роман «Тадеуш из Варшавы» был написан в честь Костюшко шотландским автором Джейн Портер. Он был очень популярным, особенно в Соединённых Штатах, и в XIX веке было выпущено более 80 изданий. Опера «Костюшко на Сене» (пол. Kościuszko nad Sekwaną) написана в начале 1820-х годов композитором Франциском Салезием Дуткевичем на либретто Константина Майерановского. Костюшко посвящены драмы Аполлона Корженёвского, Юстына Хошовского и Владислава Людвика Анчица; три романа Юзефа Игнацы Крашевского, один — Валерия Пржиборовского, один — Владислава Реймонта и работы Марии Конопницкой. Имя Костюшко упоминается в литературе и за пределами Польши, в том числе в сонетах Сэмюэла Тейлора Кольриджа и Джеймса Генри Ли Ханта, в стихах Джона Китса и Уолтера Сэвиджа Лэндора и в работах Карла фон Хольтея. Снят фильм «Костюшко под Рацлавицами» (1938).
Костюшко был изображён на картинах Ричарда Косвея, Франциска Смуглевича, Михала Стаховича, Юлиуша Коссака и Яна Матейко. В 1856 польский скульптор Генрих Дмоховский выполнил бюст Тадеуша Костюшко, в 1858 — К. Пулавского. Оба произведения закуплены Конгрессом США.

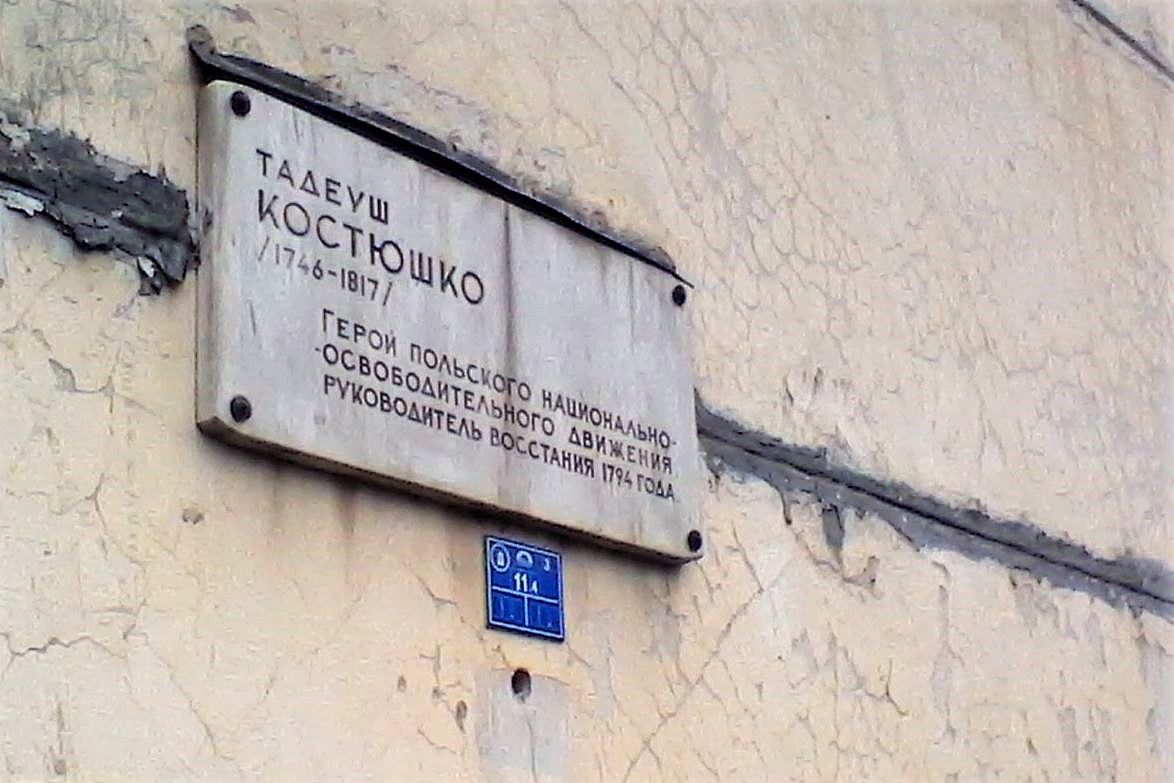
Мемориальная доска на улице Костюшко в Санкт-Петербурге

В 1933 году Почтовая служба США выпустила памятную марку с изображением статуи Костюшко, которая стоит на площади Лафайет в Вашингтоне, недалеко от Белого дома. Марка была выпущена к 150-летию получения Костюшко американского гражданства. В Польше также было выпущено несколько марок в честь Костюшко, а в 2010 году монетный двор Польши выпустил золотую монету, посвящённую Костюшко. Портрет Костюшко помещался также на целом ряде польских банкнот (1, 10, 100 и 1000 польских марок 1919 года, 1/2 и 5000 польских марок 1920 года, 1, 2, 10, 20, 50, 100, 500, 1000 и 5000 злотых 1919 года, 10 и 20 злотых 1924 года, 500 злотых 1974—1982 годов). В Беларуси почтовая марка, посвящённая Костюшко была выпущена в 1994 году.
В годы Второй мировой войны один из кораблей военно-морских сил Польши был назван в честь Костюшко, его имя получила и 1-я Варшавская пехотная дивизия.
Памятники Тадеушу Костюшко установлены в различных странах. Памятник Тадеушу Костюшко в Кракове (работы Леонарда Маркони и Антона Попеля) который был разрушен немецкими войсками во время оккупации в годы Второй мировой войны и восстановлен за счёт общественности Дрездена (ГДР) в 1960 году, в Лодзи (Мечислав Любельски), в Бостоне (США), Вест-Пойнте, Филадельфии (Мариан Конечный), Детройте (копия краковской статуи Леонардо Маркони и Антона Попеля), в Милуоки, в Минске, который был возведён в 2005 году на территории посольства США, в деревне Малые Сехновичи (Жабинковский район Брестской области), на малой Родине Костюшко — в Меречёвщине (Беларусь), и в Золотурне (Швейцария).
В честь Костюшко названы: гора Костюшко, самая высокая гора в Австралии; остров Костюшко на Аляске, округ Костюшко в штате Индиана, город Костюшко в центральной части Миссисипи (США); Краковский Политехнический Университет им. Тадеуша Костюшко, а также многочисленные площади, улицы, парки и переулки разных стран мира.